# Banshkhali
Banshkhali är ett underdistrikt i Bangladesh. Det ligger i den sydöstra delen av landet, 240 kilometer sydost om huvudstaden Dhaka.
Trakten runt Banshkhali består till största delen av jordbruksmark. Runt Banshkhali är det mycket tätbefolkat, med 1 135 invånare per kvadratkilometer.